# Balthasar Pückler
Balthasar Pückler von Groditz (Balthazar Polkar z Grodźca) (zm. 14 sierpnia 1591) – właściciel dóbr niemodlińskich.

## Życiorys
Syn Caspara Pücklera, który w 1581 wykupił od cesarza Rudolfa II Habsburga państwo stanowe Niemodlin. Zawarł związek małżeński z Polixeną Necher von Buchwald (zm. 1609). W 1589 zlecił Jakobowi Westphall i Hansowi Czerr, mistrzom murarskim z Karniowa (czes. Krnov, niem. Jägerndorf), budowę (1589–1592) nowego północno-zachodniego skrzydła zamku w Niemodlinie wraz z wieżą bramną.